# Roberto Batata
Roberto Monteiro, conhecido como Roberto Batata (Belo Horizonte, 24 de julho de 1949 — Belo Horizonte, 13 de maio de 1976), foi um futebolista brasileiro que atuou como atacante.
Roberto Batata, que jogava de atacante, foi convocado pela Seleção Brasileira para disputar a Copa América de 1975. Disputou 6 jogos e fez 3 gols. Em 1976, quando o Cruzeiro participava da Taça Libertadores da América, Roberto Batata sofreu um acidente automobilístico na Rodovia Fernão Dias, um dia após a vitória sobre o Alianza Lima no Peru, vindo a morrer.
Roberto Batata fez 110 gols com a camisa cruzeirense, de 1971 a 1976, em 281 partidas. Estreou em Montevidéu, contra o Peñarol, em 20 de janeiro de 1971.

## Morte
Morreu em 13 de maio de 1976, vítima de Acidente rodoviário.

## Títulos
Cruzeiro
- Copa Libertadores da América: 1976
- Campeonato Mineiro: 1972, 1973, 1974 , 1975 e 1976
- Taça Minas Gerais: 1973